# Bromarv
Bromarv (gammalstavning: Bromarf; finska: Bromarv), är en tätort och stadsdel i Raseborgs stad, Finland, samt före detta kommun i Västra Nyland. Samhället ligger på en landtunga, Padvalandet.
Folkmängden i tätorten/kommundelen Bromarv uppgick den 31 december 2012 till 550 invånare, landarealen utgjordes av 0,89  km² och folktätheten uppgick till 224,7 invånare/km². Förutom den fast bosatta befolkningen, finns det även ett betydande antal fritidsboende.  
Omkring 90 % av befolkningen är svensktalande, det vill säga finlandssvenskar. Under hela sin tidsperiod som egen kommun räknades den som en enspråkig svensk kommun. Folkmängden uppgick år 1930 till 2 800 personer, och fyrtiotre år senare  (1973) till 1 574 personer. Vid sista årets slut som självständig kommun (årsskiftet 1976/1977) uppgick folkmängden till 938 invånare i Bromarv kommun.
Under en period kring millennieskiftet bodde Jörn Donner med familj i fritidshuset i Bromarv, kallat Bortomsjö. Då var han också några år medlem av stadsfullmäktige i Ekenäs som obunden. Fadern Kai Donner har skrivit en essä om ekarna i Bromarv, där beståndet på det numera naturskyddade Framnäs är speciellt stort.

## Historia

### Kolonister på 1100-talet
Bromarv är en urgammal svenskbygd. Enligt vedertagen historieskrivning började svenska nybyggare kolonisera sydvästra Finlands kust på 1100-talet som dessförinnan endast hade besökts av nomadiserande jägar- och fiskarfolk. Bromarv hade en egen handelsflotta redan på 1300-talet, och i urkunder från 1300-talet nämns bland annat kontakter med Stockholm. 

### 1600-1900-talet

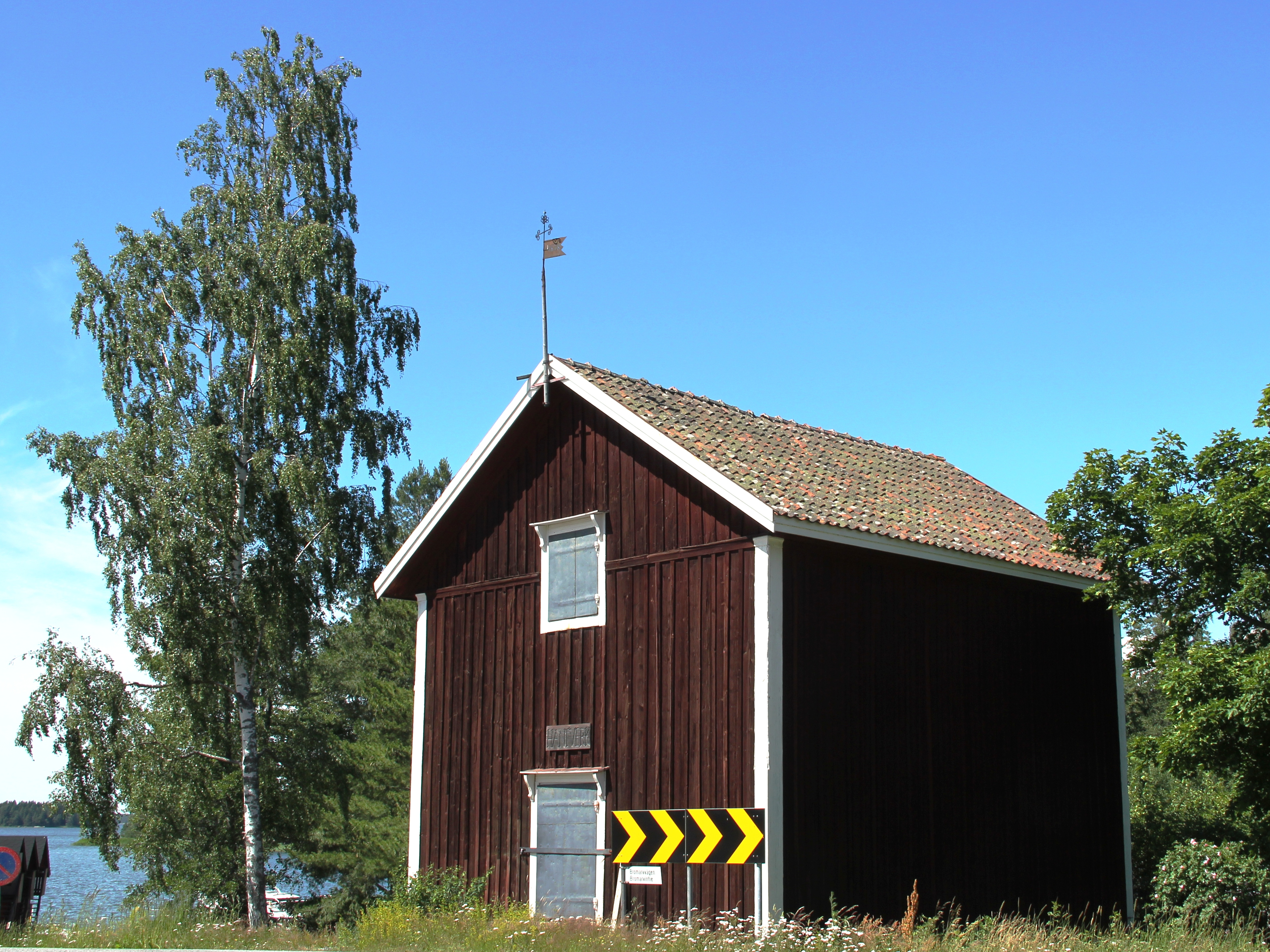
Sädesmagasin i Bromarv från 1878

På 1600- och 1700-talen såldes i huvudsak fisk och ved, samt inköptes salt. Kapellförsamlingen som hörde till Tenala grundades 1667 och avskildes till en egen Bromarvs församling 1865. Bromarv var sedan en självständig församling mellan 1865 och 1977, varvid den anslöt sig till Ekenäsnejdens kyrkliga samfällighet.
Under 1800-talet kom fartygsbyggandet i stor skala igång. 1882 hemmahörde 18 fartyg på över tvåtusen registerton i Bromarv. Bondeseglationen medförde en glansperiod i ortens utveckling. Men redan i slutet av 1800-talet drabbades sjöfarten av ekonomiska problem, och hela sjöfartsnäringen försvann. En relativt lönsam jordbruksnäring kom i dess ställe. Vid sekelskiftet 1800/1900 fanns här också ett antal pensionat som sysselsatte ganska många bromarvbor. 
Under första hälften av 1900-talet var Bromarv en välmående landskommun. Men under 1950- och 1960-talen förändrades detta. Hela jordbruksnäringen blev mindre lönsam och ungdomarna fick söka sin utkomst utanför hembygden. I dag är det småföretagarverksamheten som ger sysselsättning åt merparten av bromarvborna.
Bromarv kyrka från 1700-talet brann ner 1979, och en ny kyrka invigdes år 1981. Brandorsaken är fortfarande oklar. 
I samhällets centrum uppfördes i början på 2000-talet en ekoby som omfattar 20 bostäder och ett allaktivitetshus.

### Kommunsammanslagningar

Karta över Bromarv och andra före detta kommuner inom dagens Raseborgs stad

Hangö bröt sig ut ur Bromarv kommun 1874 och bildade en egen stad. År 1910 överfördes ytterligare delar av Bromarv till Hangö stad.
Den 1 januari 1977 slogs Bromarv samman med Tenala kommun, förutom de sydligaste delarna som överfördes till Hangö. Vid årsskiftet 1992/1993 inkorporerades Tenala kommun med Ekenäs stad. Den 1 januari 2009 sammanslogs i sin tur städerna Ekenäs och Karis samt Pojo kommun till en ny storkommun med namnet Raseborgs stad.

## Geografi

### Gränser
Bromarv består av en sönderskuren halvö med omgivande skärgård mellan Hangö udd i söder och Åboland i norr.

### Byar
Följande historiska orter tillhörde Bromarv före detta kommun.

- Basaböle
- Bojnäs
- Bredvik
- Bromarv
- Brutuböle
- Grundsund
- Håkansarv
- Kalvdal
- Kansjerf
- Kivitok [uttalas tjivitó:k]
- Knopkägra (Korsuddarna bydel, Ögonvik ytterby)
- Kårböle
- Kägra [uttalas tjä:gra] (Pålarv underby)
- Könick
- Nitlax
- Norrstrand
- Orvlax
- Padva
- Pargas
- Rekuby
- Revbacka
- Rilax
- Skata
- Söderstrand
- Vättlax
- Öby (Öjby el. Öjeby) och Östanberg.

### Gamla gods
Bland större gods i Bromarv förtjänar att nämnas Rilax gård (sedan 1725 har Rilax gård varit i släkten Aminoffs besittning) och Kansjerf gård (sedan 1811 har Kansjerf gård varit i släkten Gräsbecks besittning).

## Sevärdheter

### Kyrka

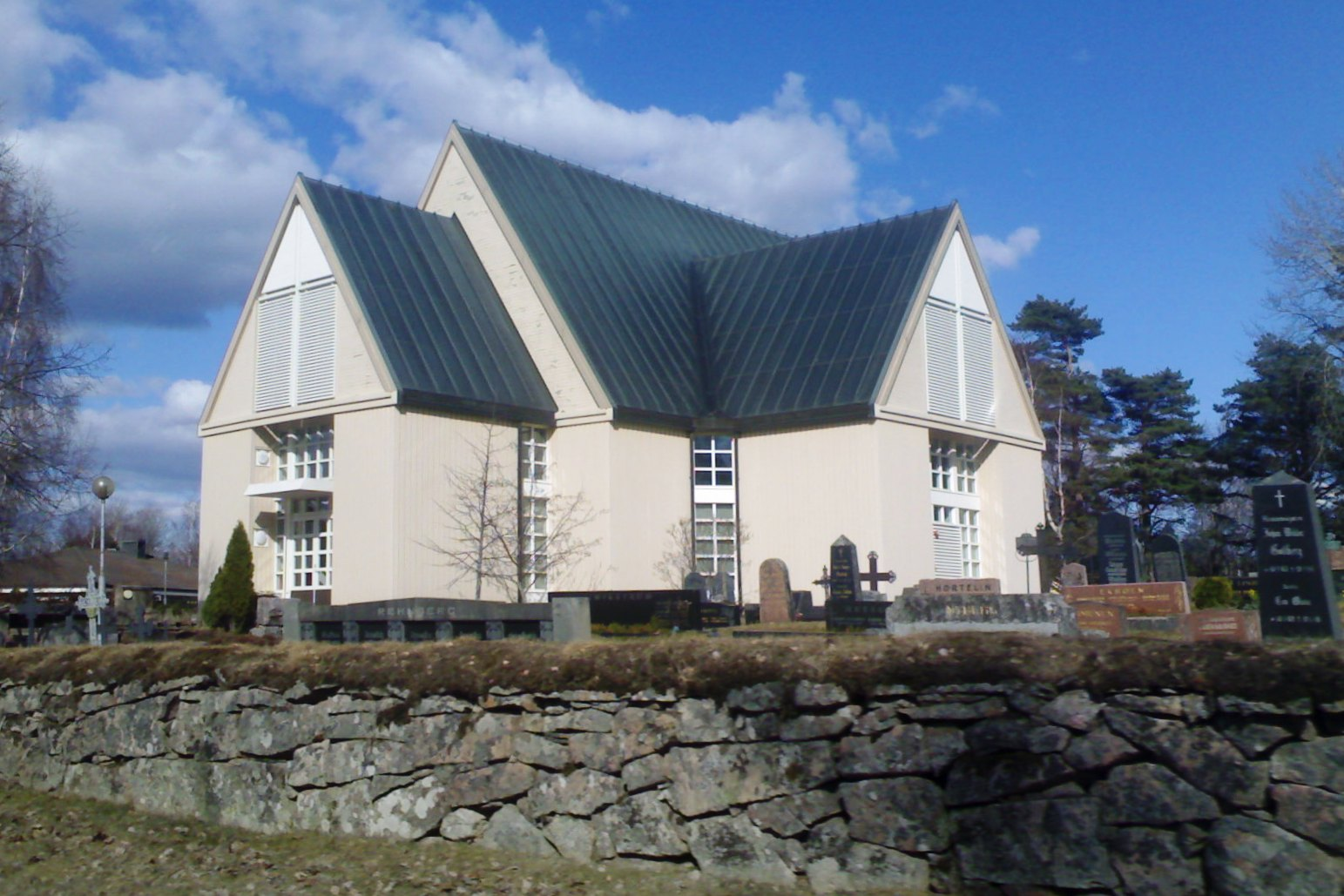
Bromarv kyrka byggd 1979

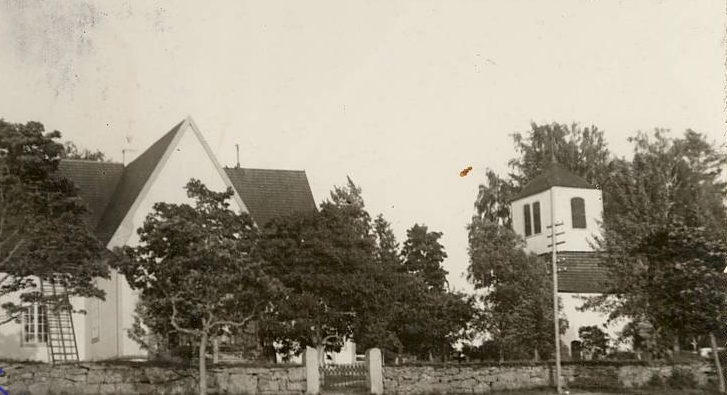
Före detta kyrkan från 1753

- Bromarvs kyrka är belägen nära Bromarv hamn. Den gamla träkyrkan från 1753 brann ner 1979 och den nuvarande träkyrkan invigdes den 23 augusti 1981[12].

### Museum
- Bromarf Hembygdsmuseum ligger i gamla kyrkbyns centrum.[13]
- Kansjerf Kulturgård har ett gårdsmuseum samt en restaurerad fransk trädgård från slutet av 1800-talet.[14]

### Minnesmärken
- Till åminnelsen av sjöslaget vid Hangö udd har det rests två minnesmärken i Rilax (finska: Riilahti) (Rilax Gård).[15]

### Friluftsområden
- Padva simstrand är långgrund med finkornig sanden populär bland vindsurfare och barnfamiljer.[16][17][18]

## Kommunikationer och förbindelser

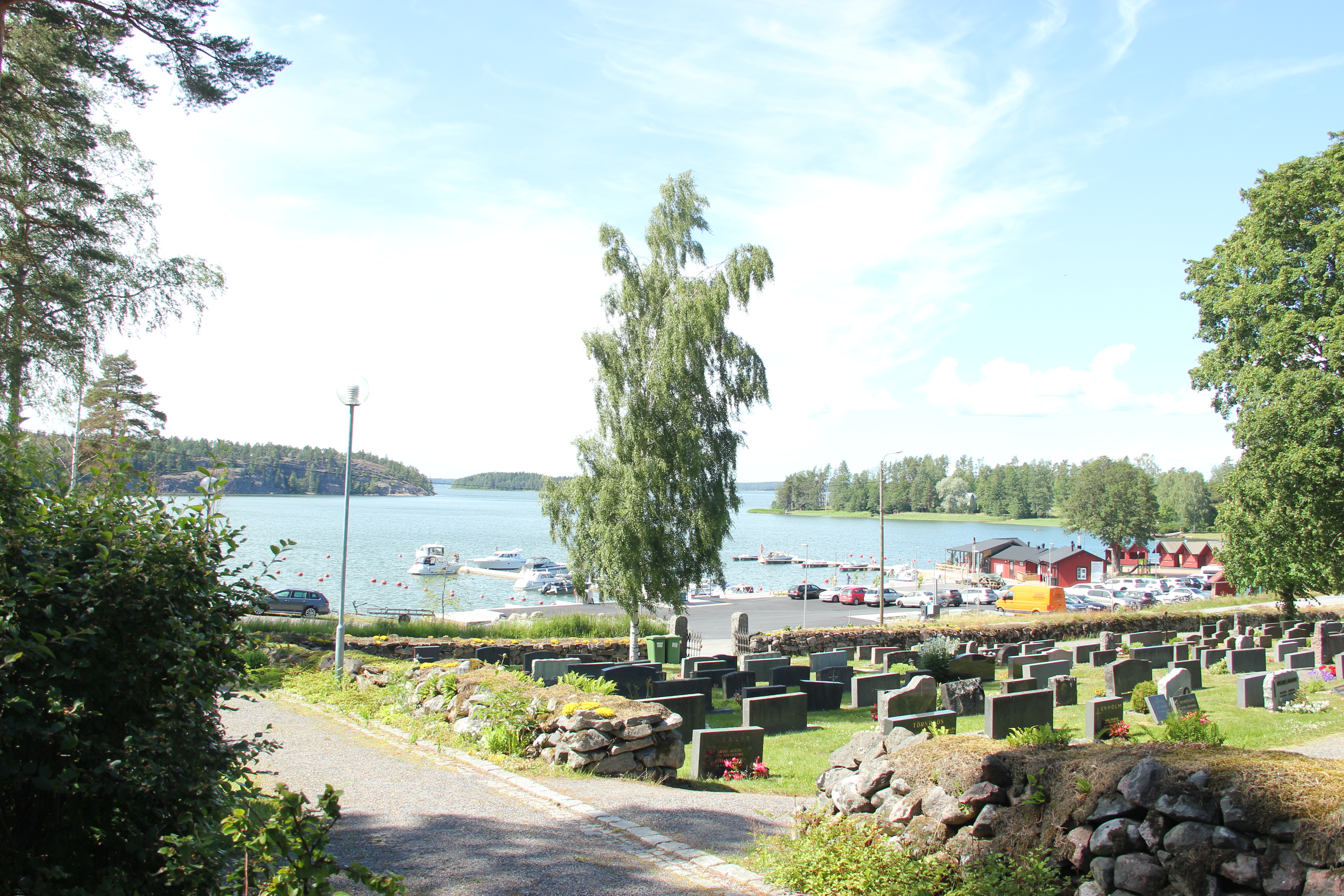
Hamnen sedd från begravningsgården

### Vägar

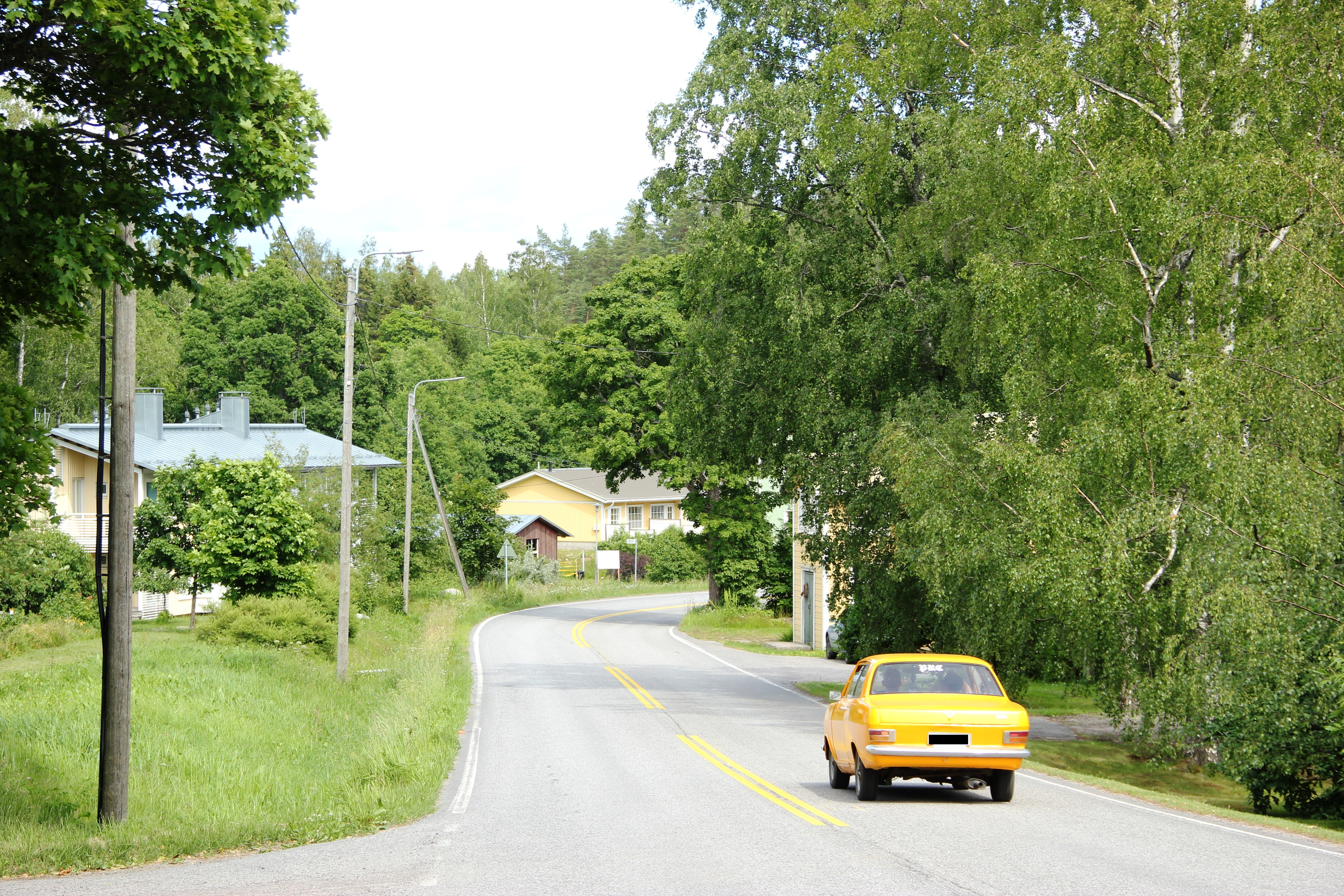
Förbindelseväg 1081 i Bromarv.

Från Bromarv utgår en väg (Förbindelseväg 1081) till Stamväg 52 via tätorten Tenala.  

### Hamnar
Gästhamnen Bromarf Skärgårdshamn är belägen i Bromarv centrum. Skärgårdshamnen har för närvarande ca 25 gästplatser. Faciliteter i hamnen: café/restaurang, dusch, bastu, toaletter, tvättstuga, vattenpost, el-uttag, avfallshantering, tankstation, septisugstation. Torgförsäljning av lokalproducerade alster sker sommartid alla lördagar maj-sep och fredagar juni-aug i skärgårdshamnen. I hamnen finns också ca 40 säsongbåtplatser.

### Buss
Wikströms busstrafik trafikerar till Helsingfors och Hangö.

### Järnväg
Närmaste järnvägsstationerna är i Salo vid Kustbanan Åbo-Helsingfors (61 km med bil från Bromarv hamn) och i Ekenäs längs med Karis-Hangöbanan (32 km från Bromarv hamn).

## Kultur

### Evenemang
- En folkfest (Bromarfnatten) arrangeras årligen i juni.

### Föreningar
På orten finns ett förhållandevis aktivt föreningsliv av vilka kan nämnas:
- UF Hembygdens Väl – en ungdomsförening
- IF Bromarf-Pojkarna – en idrottsförening
- Bromarf FBK – en frivilligbrandkår
- Bromarf Västra Fiskargille – ett gille som bildades i mitten på 1940-talet
- Bromarv Byaråd – den lokala byaföreningen, grundat 1984
- Föreningen Folkhälsan  i Bromarf
- Marthaföreningen – martharörelsens lokalavdelning
- Bromarf Biblioteks Vänner r.f. verkar för bibliotekets utveckling och fortsatta verksamhet
- Lions Club Tenala-Bromarf r.f.

## Handel och service

### Tjänster
Det lokala utbudet av service är relativt välordnat. I Bromarv finns bland annat butik, postombud, bibliotek, kommunal dagvård och eftis (=eftermiddagshem), café, caféer, restauranger, sommartorg i skärgårdshamnen, två gårdsbutiker som säljer trädgårdsprodukter samt ett antal lokala fiskare som säljer fisk. Möjlighet till övernattning finns på olika ställen inom området. Två lokaltidningar konkurrerar om läsarna, Västra Nyland och Hangötidningen.

### Skolor
I Bromarv finns en svenskspråkig lågstadieskola, Bromarf skola. Den första folkskolan i Bromarv invigdes 1884.

## Kända personer från Bromarv
- Adolf Bredenberg, mejeriman och politiker född 1865 i Bromarv
- Jörn Donner, författare och politiker, fritidsboende i Bromarv, satt i Ekenäs stadsfullmäktige 2001–2003.
- Dagny Gräsbeck, författare född i Bromarv 1898
- Nicke Lingnell, skådespelare född i Bromarv 1966
- Alfons Takolander, skolman, kyrkohistoriker och psalmdiktare född i Bromarv 1875

## Publikationer om Bromarv
- Tenala och Bromarf socknars historia. I & II, Oscar Nikula, Helsingfors, 1938
- Bromarf : vårt bästa arv, Wättlax byaråd, 1991 [27]

### Webbkällor
- Webbplatsen Bromarf (svenska) Läst 10 december 2014..
- Statistik över finländska orter (finska) Läst 31 oktober 2012.
- Raseborgs stads webbplats (svenska) Läst 10 december 2014.
- Regionguide. Om Bromarv på sidorna 20 och 21. (PDF-format) (svenska) Läst 10 december 2014.